# Machadotermes
Machadotermes es un género de termitas isópteras perteneciente a la familia Termitidae que tiene las siguientes especies:
1. Machadotermes inflatus
2. Machadotermes latus
3. Machadotermes rigidus